# Dicranomyia (Dicranomyia) prolixistyla
Dicranomyia (Dicranomyia) prolixistyla is een tweevleugelige uit de familie steltmuggen (Limoniidae). De soort komt voor in het Neotropisch gebied.